# Campionato Europeo Velocità 2018

## Stagione
In questa annata si svolgono due manifestazioni differenti che assegnano un titolo europeo. La Superstock 1000 FIM Cup, che viene disputata in concomitanza con le gare in territorio europeo del Campionato mondiale Superbike, inizia il 15 aprile con il Gran Premio Aragón e termina il 30 settembre con il Gran Premio di Magny-Cours per un totale di otto prove in gara singola. La classe Moto2 del campionato Spagnolo, per il quarto anno consecutivo, assegna il titolo di campione europeo; in questo caso il calendario si compone di undici prove in sette eventi differenti (in alcuni casi si disputa una sola prova in altri se ne disputano due) con inizio il 25 marzo all'Estoril, unica prova al di fuori della Spagna, e termine il 25 novembre presso il Circuito di Valencia.
Nel CEV Moto2 lo svizzero Jesko Raffin, reduce da tre stagioni consecutive nella stessa categoria del Motomondiale, grazie a tre vittorie ed un terzo posto nelle prime quattro gare, si porta agevolmente al comando della classifica continentale e, complice l'uscita di scena di Augusto Fernández, passato a sua volta nel mondiale, rimane al comando fino al termine del campionato. Per Raffin, che cambia moto e team per l'ultima gara stagionale a Valencia (passando da Swiss Innovative Investors Junior con Kalex a EasyRace con Suter) si tratta del secondo titolo dopo quello ottenuto nel 2014 (valevole solo come campionato Spagnolo). Alle spalle di Raffin si classifica lo spagnolo Edgar Pons, su Kalex, autore di quattro vittorie ma staccato dalla vetta di quasi quaranta punti. Terzo, più distante, si classifica Héctor Garzó su Tech 3. Come nelle annate precedenti, anche in questa scendono in pista piloti equipaggiati con motociclette derivate dalla serieː nella fattispecie Yamaha YZF-R6 e Kawasaki ZX-6R. Questi piloti, oltre ad ottenere punti validi per la classifica di Moto2, concorrono per una classifica separataː la Stock600, il cui titolo va allo svizzero Roman Fischer, del team Pinamoto RS. Fischer porta a termine tutte le prove in calendario e stacca di oltre quindici punti Chandler Cooper. Terzo, leggermente più staccato, si posiziona l'italiano Alessandro Zetti.
La Superstock 1000 FIM Cup, che non si disputerà più nelle annate successive, viene vinta per la prima volta da un pilota tedescoː Markus Reiterberger. Reiterberger su BMW vince le prime due prove ad Aragón e Assen portandosi in testa alla classifica, continua il campionato completando tutte le gare senza fare mai peggio di quinto e chiude con un margine di sedici punti sul compagno di marca Roberto Tamburini. Al terzo posto si classifica Maximilian Scheib, su Aprilia, vincitore a Brno. Nella classifica costruttori si impone BMW con cinque vittorie e tre secondi posti nelle otto prove in calendario, per la casa bavarese si tratta del terzo titolo di categoria; seconda è Ducati che vince l'ultima gara a Magny-Cours con Federico Sandi.

## CEV Moto2

### Calendario[4]
Dove non indicata la nazionalità si intende pilota spagnolo.
| Nº | Data         | Gran Premio         | Circuito  | Giro più veloce    | Vincitore Gara    | Leader del campionato |
| -- | ------------ | ------------------- | --------- | ------------------ | ----------------- | --------------------- |
| 1  | 25 marzo     | Portogallo          | Estoril   | Jesko Raffin       | Ivo Lopes         | Jesko Raffin          |
| 1  | 25 marzo     | Portogallo          | Estoril   | Lukas Tulovic      | Jesko Raffin      | Jesko Raffin          |
| 2  | 29 aprile    | Comunità Valenciana | Valencia  | Edgar Pons         | Jesko Raffin      | Jesko Raffin          |
| 3  | 10 giugno    | Catalogna           | Catalogna | Augusto Fernández  | Jesko Raffin      | Jesko Raffin          |
| 3  | 10 giugno    | Catalogna           | Catalogna | Edgar Pons         | Augusto Fernández | Jesko Raffin          |
| 4  | 29 luglio    | Aragona             | Aragón    | Edgar Pons         | Edgar Pons        | Jesko Raffin          |
| 4  | 29 luglio    | Aragona             | Aragón    | Jesko Raffin       | Edgar Pons        | Jesko Raffin          |
| 5  | 30 settembre | Andalusia           | Jerez     | Edgar Pons         | Edgar Pons        | Jesko Raffin          |
| 6  | 14 ottobre   | Castiglia-La Mancia | Albacete  | Xavier Cardelús    | Héctor Garzó      | Jesko Raffin          |
| 6  | 14 ottobre   | Castiglia-La Mancia | Albacete  | Dimas Ekky Pratama | Luis Pomares      | Jesko Raffin          |
| 7  | 25 novembre  | Comunità Valenciana | Valencia  | Edgar Pons         | Edgar Pons        | Jesko Raffin          |

### Piloti Partecipanti[24]
| Nº | Pilota             | Squadra                           | Motocicletta       |
| -- | ------------------ | --------------------------------- | ------------------ |
| 2  | Jesko Raffin       | EasyRace                          | Suter MMX2         |
| 2  | Jesko Raffin       | Swiss Innovative Investors Junior | Kalex Moto2        |
| 3  | Lukas Tulovic      | Team Wimu CNS                     | Tech 3 Mistral 610 |
| 4  | Javier Artime      | Yamaha Laglisse                   | Yamaha YZF-R6      |
| 4  | Daniel Valle       | Yamaha Laglisse                   | Yamaha YZF-R6      |
| 6  | Giacomo Lorenzon   | Bierreti                          | GP10               |
| 7  | James Flitcroft    | Nykos Racing                      | Nykos              |
| 8  | Alessandro Zetti   | Fau55 Racing                      | Yamaha YZF-R6      |
| 9  | Corentin Perolari  | Promoto Sport                     | Trasfiormers       |
| 10 | Tommaso Marcon     | Team Ciatti                       | Speed Up SF8       |
| 11 | Ricardo Soriano    | Marinelli Sniper Team             | Yamaha YZF-R6      |
| 12 | Mark Chiodo        | EasyRace                          | Suter MMX2         |
| 14 | Héctor Garzó       | Team Wimu CNS                     | Tech 3 Mistral 610 |
| 16 | Álex Ruiz          | Reale Avintia Academy77           | Yamaha YZF-R6      |
| 17 | Ikuhiro Enokido    | Teluru SAG Team                   | Kalex Moto2        |
| 18 | Xavier Cardelús    | Team Stylobike                    | Kalex Moto2        |
| 19 | Alejandro Cánovas  | BST                               | Kawasaki ZX-6R     |
| 20 | Dimas Ekky Pratama | Astra Honda Racing Team           | Kalex Moto2        |
| 21 | Matthias Meggle    | Dynavolt Intact GP Junior Team    | Kalex Moto2        |
| 23 | Cédric Tangre      | Cédric Tangre                     | Tech 3 Mistral 610 |
| 24 | Chandler Cooper    | XCTECH Modula                     | Yamaha YZF-R6      |
| 25 | Enzo Boulom        | Promoto Sport                     | Trasfiormers       |
| 26 | Daniel Sáez        | JJ Saez Motos Clasicas            | Yamaha YZF-R6      |
| 28 | Jorge Olmos        | SGMotoperformance                 | Yamaha YZF-R6      |
| 29 | Luis Pomares       | Pinamoto RS                       | Kawasaki ZX-6R     |
| 35 | Benny Solis        | AGR Team                          | Kalex Moto2        |
| 37 | Oleksandr Anin     | XCTECH Modula                     | Yamaha YZF-R6      |
| 44 | Federico Menozzi   | Bierreti                          | Kalex Moto2        |
| 46 | Marcel Brenner     | H43 Team Nobby-Talasur            | Kalex Moto2        |
| 51 | Matteo Ciprietti   | Team Stylobike                    | Kalex Moto2        |
| 57 | Edgar Pons         | AGR Team                          | Kalex Moto2        |
| 61 | Alessandro Zaccone | XCTECH Modula                     | Kalex Moto2        |
| 66 | Philippe Le Gallo  | Yamaha Laglisse                   | Yamaha YZF-R6      |
| 67 | Roman Fischer      | Pinamoto RS                       | Yamaha YZF-R6      |
| 69 | Javier Orellana    | Team Wimu CNS                     | Tech 3 Mistral 610 |
| 70 | Marc Alcoba        | Dynavolt Intact GP Junior Team    | Kalex Moto2        |
| 73 | Augusto Fernández  | EasyRace                          | Suter MMX2         |
| 74 | Piotr Biesiekirski | Team Stylobike                    | Kalex Moto2        |
| 75 | Ivo Lopes          | ENI-Motor7-Pequeno Motos          | Yamaha YZF-R6      |
| 77 | Miquel Pons        | Bull IT                           | Kalex Moto2        |
| 80 | Nasser Al Malki    | ESSA Racing Team                  | Kawasaki ZX-6R     |
| 81 | Nelson Rolfes      | Nykos Racing                      | Nykos              |
| 91 | Jeff Haverkamp     | Stuart Stuart                     | Nykos              |
| 96 | David Sanchis      | EasyRace                          | Yamaha YZF-R6      |
| 99 | Ángel Lorente      | Pinamoto RS                       | Yamaha YZF-R6      |

| Legenda            |
| ------------------ |
| Pilota wildcard    |
| Pilota sostitutivo |

### Classifica

#### CEV Moto2
| Pos. | Pilota             | Moto          | Portogallo (bandiera) | Portogallo (bandiera) | Comunità Valenciana (bandiera) | Catalogna (bandiera) | Catalogna (bandiera) | Aragona (bandiera) | Aragona (bandiera) | Andalusia (bandiera) | Spagna (bandiera) | Spagna (bandiera) | Comunità Valenciana (bandiera) | P.ti  |
| ---- | ------------------ | ------------- | --------------------- | --------------------- | ------------------------------ | -------------------- | -------------------- | ------------------ | ------------------ | -------------------- | ----------------- | ----------------- | ------------------------------ | ----- |
| 1    | Jesko Raffin       | Kalex e Suter | 3                     | 1                     | 1                              | 1                    | 2                    | 2                  | 2                  | 2                    | 5                 | 6                 | 3                              | 203   |
| 2    | Edgar Pons         | Kalex         | Rit                   | Rit                   | 2                              | 3                    | 4                    | 1                  | 1                  | 1                    | 6                 | 4                 | 1                              | 165,5 |
| 3    | Héctor Garzó       | Tech 3        | 8                     | Rit                   | 4                              | 4                    | 7                    | 3                  | 3                  | Rit                  | 1                 | 8                 | 2                              | 124   |
| 4    | Augusto Fernández  | Suter         | 2                     | 2                     | 3                              | 2                    | 1                    |                    |                    |                      |                   |                   |                                | 101   |
| 5    | Dimas Ekky Pratama | Kalex         | 4                     | 4                     | 6                              | 6                    | 13                   | 8                  | NP                 | 4                    | 3                 | 5                 |                                | 91,5  |
| 6    | Tommaso Marcon     | Speed Up      | 11                    | 9                     | 5                              | 10                   | 5                    | 6                  | 5                  | 3                    | 13                | 3                 | SQ                             | 88    |
| 7    | Xavier Cardelús    | Kalex         | Rit                   | 5                     | 11                             | 7                    | 6                    | 12                 | 7                  | 8                    | 2                 | 2                 |                                | 86    |
| 8    | Lukas Tulovic      | Tech 3        | Rit                   | 3                     | Rit                            | 5                    | 3                    | 4                  | Rit                | 5                    | 4                 | Rit               |                                | 80    |
| 9    | Miquel Pons        | Kalex         | 7                     | 8                     | 8                              | 8                    | Rit                  | 7                  | 6                  | 9                    | 8                 | 12                | 5                              | 80    |
| 10   | Alessandro Zaccone | Kalex         | 6                     | Rit                   | 7                              | 14                   | 9                    | 9                  | 8                  | 6                    | 10                | 11                | 4                              | 74,5  |
| 11   | Marcel Brenner     | Kalex         | 5                     | 7                     | 10                             | 9                    | 8                    | 10                 | 10                 | 7                    | NP                | NP                | Rit                            | 62    |
| 12   | Marc Alcoba        | Kalex         | NQ                    | Rit                   |                                | 11                   | Rit                  | 5                  | 4                  | Rit                  | 9                 | 7                 | SQ                             | 40,5  |
| 13   | Ivo Lopes          | Yamaha        | 1                     | 6                     |                                |                      |                      |                    |                    |                      |                   |                   |                                | 35    |
| 14   | Matthias Meggle    | Kalex         | 12                    | Rit                   | 13                             | 13                   | 10                   | Rit                | 9                  | 12                   | NP                | NP                | 8                              | 35    |
| 15   | Benny Solis        | Kalex         | 16                    | Rit                   | 14                             | 12                   | 12                   | NP                 | NP                 | 10                   | 16                | 10                | 9                              | 25,5  |
| 16   | Cédric Tangre      | Tech 3        | 10                    | 10                    |                                | 16                   | 14                   | 14                 |                    |                      | 14                | 13                | 9                              | 24,5  |
| 17   | Piotr Biesiekirski | Kalex         |                       |                       |                                |                      |                      | 11                 | 11                 | Rit                  |                   |                   | 7                              | 19    |
| 18   | Corentin Perolari  | Transfiormers | 9                     | 11                    | 9                              |                      |                      |                    |                    |                      |                   |                   |                                | 19    |
| 19   | Luis Pomares       | Kawasaki      | Rit                   | Rit                   | 18                             | 19                   | 15                   | 17                 | 17                 | 16                   | 15                | 1                 | 13                             | 17,5  |
| 20   | Daniel Valle       | Yamaha        |                       |                       |                                |                      |                      |                    |                    |                      | 7                 | 10                |                                | 12    |
| 21   | Alessandro Zetti   | Yamaha        | 13                    | 13                    | 21                             | 20                   | 19                   | 14                 | 13                 | 18                   | NC                | 15                | 16                             | 11,5  |
| 22   | Chandler Cooper    | Yamaha        | 17                    | Rit                   | 20                             | 18                   | 16                   | 16                 | 14                 | 15                   | 11                | 14                | 14                             | 11    |
| 23   | Roman Fischer      | Yamaha        | 14                    | 12                    | 19                             | 17                   | 17                   | 15                 | 12                 | 17                   | 17                | 16                | 18                             | 11    |
| 24   | Javier Orellana    | Tech 3        |                       |                       |                                |                      |                      |                    |                    |                      |                   |                   | 6                              | 10    |
| 25   | David Sanchis      | Yamaha        |                       |                       | 12                             |                      |                      |                    |                    | 11                   |                   |                   |                                | 9     |
| 26   | Álex Ruiz          | Yamaha        |                       |                       |                                |                      |                      |                    |                    | Rit                  | 12                | Rit               | 12                             | 8     |
| 27   | Ikuhiro Enokido    | Kalex         |                       |                       | 16                             | 15                   | 11                   |                    |                    |                      |                   |                   |                                | 6     |
| 28   | Mark Chiodo        | Suter         |                       |                       |                                |                      |                      | 13                 | Rit                | 13                   |                   |                   |                                | 6     |
| 29   | Matteo Ciprietti   | Kalex         |                       |                       |                                |                      |                      |                    |                    |                      |                   |                   | 11                             | 5     |
| 30   | Daniel Sáez        | Yamaha        |                       |                       | 15                             |                      |                      |                    |                    | 14                   |                   |                   |                                | 3     |
| 31   | Oleksandr Anin     | Yamaha        | 15                    | 14                    | 22                             | 21                   | 18                   | Rit                | NP                 |                      |                   |                   |                                | 3     |
| 32   | Nelson Rofles      | Nykos         |                       |                       |                                |                      |                      |                    |                    |                      |                   |                   | 15                             | 1     |
| 33   | Giacomo Lorenzon   | GP10          | NP                    |                       |                                |                      |                      | 18                 | 15                 |                      |                   |                   |                                | 1     |
| NC   | Philippe Le Gallo  | Yamaha        | NQ                    | NQ                    | 24                             | 22                   | 20                   | 19                 | 16                 | 19                   | Rit               | Rit               | NQ                             | 0     |
| -    | Ángel Lorente      | Yamaha        |                       |                       |                                |                      |                      |                    |                    |                      |                   |                   | 17                             | 0     |
| -    | Alejandro Cánovas  | Kawasaki      |                       |                       | 17                             |                      |                      |                    |                    |                      |                   |                   |                                | 0     |
| -    | Ricardo Soriano    | Yamaha        |                       |                       | 23                             |                      |                      |                    |                    |                      |                   |                   | NP                             | 0     |
| -    | Federico Menozzi   | Kalex         | Rit                   | Rit                   | NP                             |                      |                      |                    |                    |                      |                   |                   |                                | 0     |
| -    | James Flitcroft    | Nykos         | Rit                   | Rit                   | NP                             |                      |                      |                    |                    |                      |                   |                   |                                | 0     |
| -    | Javier Artime      | Yamaha        | NQ                    | NQ                    | Rit                            | NP                   | NP                   | NQ                 | NQ                 |                      |                   |                   |                                | 0     |
| -    | Enzo Boulom        | Transfiormers |                       |                       |                                | NP                   | NP                   |                    |                    |                      |                   |                   |                                | 0     |
| -    | Jack Haverkamp     | Nykos         |                       |                       |                                | NP                   | NP                   |                    |                    |                      |                   |                   |                                | 0     |
| -    | Nasser Al Malki    | Kawasaki      |                       |                       |                                |                      |                      |                    |                    | NP                   |                   |                   |                                | 0     |
| -    | Jorge Olmos        | Yamaha        | NQ                    | NQ                    |                                |                      |                      |                    |                    |                      |                   |                   |                                | 0     |
| Pos. | Pilota             | Moto          | Portogallo (bandiera) | Portogallo (bandiera) | Comunità Valenciana (bandiera) | Catalogna (bandiera) | Catalogna (bandiera) | Aragona (bandiera) | Aragona (bandiera) | Andalusia (bandiera) | Spagna (bandiera) | Spagna (bandiera) | Comunità Valenciana (bandiera) | P.ti  |

| Legenda | 1º posto        | 2º posto            | 3º posto           | A punti      | Senza punti        | Grassetto – Pole position Corsivo – Giro più veloce |
| Legenda | Gara non valida | Non qual./Non part. | Ritirato/Non class | Squalificato | '-' Dato non disp. | Grassetto – Pole position Corsivo – Giro più veloce |

#### Stock 600
| Pos. | Pilota            | Moto     | Portogallo (bandiera) | Portogallo (bandiera) | Comunità Valenciana (bandiera) | Catalogna (bandiera) | Catalogna (bandiera) | Aragona (bandiera) | Aragona (bandiera) | Andalusia (bandiera) | Spagna (bandiera) | Spagna (bandiera) | Comunità Valenciana (bandiera) | P.ti  |
| ---- | ----------------- | -------- | --------------------- | --------------------- | ------------------------------ | -------------------- | -------------------- | ------------------ | ------------------ | -------------------- | ----------------- | ----------------- | ------------------------------ | ----- |
| 1    | Roman Fischer     | Yamaha   | 3                     | 2                     | 5                              | 1                    | 3                    | 2                  | 1                  | 5                    | 5                 | 5                 | 6                              | 170,5 |
| 2    | Chandler Cooper   | Yamaha   | 5                     | Rit                   | 6                              | 2                    | 2                    | 3                  | 3                  | 3                    | 2                 | 3                 | 3                              | 153   |
| 3    | Alessandro Zetti  | Yamaha   | 2                     | 3                     | 7                              | 4                    | 5                    | 1                  | 2                  | 6                    | NC                | 4                 | 4                              | 143,5 |
| 4    | Luis Pomares      | Kawasaki | Rit                   | Rit                   | 4                              | 3                    | 1                    | 4                  | 5                  | 4                    | 4                 | 1                 | 2                              | 136,5 |
| 5    | Philippe Le Gallo | Yamaha   | NQ                    | NQ                    | 10                             | 6                    | 6                    | 5                  | 4                  | 7                    | Rit               | Rit               | NQ                             | 59    |
| 6    | Oleksandr Anin    | Yamaha   | 4                     | 4                     | 8                              | 5                    | 4                    | Rit                | NP                 |                      |                   |                   |                                | 58    |
| 7    | David Sanchis     | Yamaha   |                       |                       | 1                              |                      |                      |                    |                    | 1                    |                   |                   |                                | 50    |
| 8    | Ivo Lopes         | Yamaha   | 1                     | 1                     |                                |                      |                      |                    |                    |                      |                   |                   |                                | 50    |
| 9    | Álex Ruiz         | Yamaha   |                       |                       |                                |                      |                      |                    |                    | Rit                  | 3                 | Rit               | 1                              | 41    |
| 10   | Daniel Sáez       | Yamaha   |                       |                       | 2                              |                      |                      |                    |                    | 2                    |                   |                   |                                | 40    |
| 11   | Daniel Valle      | Yamaha   |                       |                       |                                |                      |                      |                    |                    |                      | 1                 | 2                 |                                | 35    |
| 12   | Alejandro Cánovas | Kawasaki |                       |                       | 3                              |                      |                      |                    |                    |                      |                   |                   |                                | 16    |
| 13   | Ángel Lorente     | Yamaha   |                       |                       |                                |                      |                      |                    |                    |                      |                   |                   | 5                              | 11    |
| 14   | Ricardo Soriano   | Yamaha   |                       |                       | 9                              |                      |                      |                    |                    |                      |                   |                   | NP                             | 7     |
| NC   | Javier Artime     | Yamaha   | NQ                    | NQ                    | Rit                            | NP                   | NP                   | NQ                 | NQ                 |                      |                   |                   |                                | 0     |
| -    | Nasser Al Malki   | Kawasaki |                       |                       |                                |                      |                      |                    |                    | NP                   |                   |                   |                                | 0     |
| -    | Jorge Olmos       | Yamaha   | NQ                    | NQ                    |                                |                      |                      |                    |                    |                      |                   |                   |                                | 0     |
| Pos. | Pilota            | Moto     | Portogallo (bandiera) | Portogallo (bandiera) | Comunità Valenciana (bandiera) | Catalogna (bandiera) | Catalogna (bandiera) | Aragona (bandiera) | Aragona (bandiera) | Andalusia (bandiera) | Spagna (bandiera) | Spagna (bandiera) | Comunità Valenciana (bandiera) | P.ti  |

| Legenda | 1º posto        | 2º posto            | 3º posto           | A punti      | Senza punti        | Grassetto – Pole position Corsivo – Giro più veloce |
| Legenda | Gara non valida | Non qual./Non part. | Ritirato/Non class | Squalificato | '-' Dato non disp. | Grassetto – Pole position Corsivo – Giro più veloce |

## Superstock 1000

### Prime cinque posizioni Piloti[25]
| Posizione | Pilota              | Motocicletta | Spagna (bandiera) | Paesi Bassi (bandiera) | Italia (bandiera) | Regno Unito (bandiera) | Rep. Ceca (bandiera) | Italia (bandiera) | Portogallo (bandiera) | Francia (bandiera) | Punti |
| --------- | ------------------- | ------------ | ----------------- | ---------------------- | ----------------- | ---------------------- | -------------------- | ----------------- | --------------------- | ------------------ | ----- |
| 1         | Markus Reiterberger | BMW          | 1                 | 1                      | 5                 | 1                      | 4                    | 1                 | 3                     | 3                  | 156   |
| 2         | Roberto Tamburini   | BMW          | 2                 | 2                      | 2                 | 3                      | 8                    | 4                 | 1                     | 2                  | 142   |
| 3         | Maximilian Scheib   | Aprilia      | 4                 | 3                      | 3                 | 2                      | 1                    | 2                 | 5                     | 14                 | 123   |
| 4         | Federico Sandi      | Ducati       | 3                 | 4                      | 4                 | 6                      | 7                    | 5                 | 2                     | 1                  | 117   |
| 5         | Florian Marino      | Yamaha       | 5                 | 5                      | 7                 | 5                      | 3                    | 7                 | 4                     | 4                  | 93    |
| Posizione | Pilota              | Motocicletta | Spagna (bandiera) | Paesi Bassi (bandiera) | Italia (bandiera) | Regno Unito (bandiera) | Rep. Ceca (bandiera) | Italia (bandiera) | Portogallo (bandiera) | Francia (bandiera) | Punti |

| Legenda | 1º posto        | 2º posto            | 3º posto            | A punti      | Senza punti        | Grassetto=Pole position Corsivo=Giro più veloce |
| Legenda | Gara non valida | Non qual./Non part. | Ritirato/Non class. | Squalificato | "-" Dato non disp. | Grassetto=Pole position Corsivo=Giro più veloce |

### Prime tre posizioni costruttori[26]
| Posizione | Costruttore | Spagna (bandiera) | Paesi Bassi (bandiera) | Italia (bandiera) | Regno Unito (bandiera) | Rep. Ceca (bandiera) | Italia (bandiera) | Portogallo (bandiera) | Francia (bandiera) | Punti |
| --------- | ----------- | ----------------- | ---------------------- | ----------------- | ---------------------- | -------------------- | ----------------- | --------------------- | ------------------ | ----- |
| 1         | BMW         | 1                 | 1                      | 2                 | 1                      | 2                    | 1                 | 1                     | 2                  | 185   |
| 2         | Ducati      | 3                 | 4                      | 1                 | 6                      | 7                    | 3                 | 2                     | 1                  | 134   |
| 3         | Aprilia     | 4                 | 3                      | 3                 | 2                      | 1                    | 2                 | 5                     | 5                  | 132   |

## Sistema di punteggio
| Pos.  | 1  | 2  | 3  | 4  | 5  | 6  | 7 | 8 | 9 | 10 | 11 | 12 | 13 | 14 | 15 | 16> |
| Punti | 25 | 20 | 16 | 13 | 11 | 10 | 9 | 8 | 7 | 6  | 5  | 4  | 3  | 2  | 1  | 0   |